# ویلما وات
ویلما وات (انگلیسی: Wilma Vaught؛ زادهٔ ۱۵ مارس ۱۹۳۰) فرد نظامی اهل ایالات متحده آمریکا است. او ژنرال بازنشسته نیروی هوایی ایالات متحده است. در سپتامبر ۱۹۵۷، او به عنوان رئیس شعبه خدمات  پایگاه نیروی هوایی بارکسدیل منصوب شد و به عنوان یک وظیفه اضافی، فرماندهی بخش اسکادران نیروی هوایی زنان را بر عهده گرفت. وات از آوریل ۱۹۵۹ تا آوریل ۱۹۶۳ در پایگاه هوایی ساراگوزا، اسپانیا، به عنوان رئیس بخش تجزیه و تحلیل مدیریت و گروه پشتیبانی رزمی خدمت کرد. پس از بازگشت به ایالات متحده، او به ریاست گروه پشتیبانی رزمی ۳۰۶ در پایگاه نیروی هوایی مک کوی، فلوریدا منصوب شد. او بعداً رئیس بخش تحلیل مدیریت برای بال بمباران ۳۰۶ (سنگین) در مک کوی شد. او اولین زنی بود که در یگان بمب‌افکن نیروی هوایی مستقر شد و اولین زنی بود که از حوزه کنترل پرواز به درجه سرتیپی رسید. وی همچنین برندهٔ جوایزی همچون نشان ستاره برنزی و تالار ملی مشاهیر زن شده است.

## تحصیلات
وات در سال ۱۹۵۲ از کالج بازرگانی دانشگاه ایلینویز فارغ‌التحصیل شد. او کارشناسی ارشد مدیریت بازرگانی خود را از دانشگاه آلاباما در توسکالوزا در سال ۱۹۶۸ دریافت کرد. در آگوست ۱۹۷۲، او اولین افسر زن نیروی هوایی بود که در کالج صنعتی نیروهای مسلح در فورت لزلی جی. مک‌نایر شرکت کرد.

## پیشه نظامی
وات در دهه ۱۹۵۰ زمانی که محدودیت‌های شدیدی در مورد تعداد زنانی که می‌توانستند در ارتش باشند و ظرفیتی که می‌توانستند در آن خدمت کنند وجود داشت، به ارتش پیوست. برخی از این سیاست‌ها در سال ۱۹۶۷ به دلیل افزایش نیاز به منابع انسانی ناشی از جنگ ویتنام تغییر کرد. وات سپس افسر شد و به ویتنام اعزام شد. وات در دهه ۱۹۵۰ زمانی که محدودیت‌های شدیدی در مورد تعداد زنانی که می‌توانستند در ارتش باشند و ظرفیتی که می‌توانستند در آن خدمت کنند، به ارتش پیوست. برخی از این سیاست‌ها در سال ۱۹۶۷ به دلیل افزایش نیاز به منابع انسانی ناشی از جنگ ویتنام تغییر کرد. وات سپس به درجه افسری رسید و به ویتنام اعزام شد.
در ژانویه ۱۹۵۷، وات پس از اتمام مدرسه آموزش افسری در پایگاه نیروی هوایی لکلند در سن آنتونیو، به عنوان ستوان دوم منصوب شد. او سپس سه ماه را به عنوان دانشجو در دوره افسران خدمات آماری در پایگاه نیروی هوایی شپرد، تگزاس گذراند. در سپتامبر ۱۹۵۷، او به عنوان رئیس شعبه خدمات  پایگاه نیروی هوایی بارکسدیل منصوب شد و به عنوان یک وظیفه اضافی، فرماندهی بخش اسکادران نیروی هوایی زنان را بر عهده گرفت. وات از آوریل ۱۹۵۹ تا آوریل ۱۹۶۳ در پایگاه هوایی ساراگوزا، اسپانیا، به عنوان رئیس بخش تجزیه و تحلیل مدیریت و گروه پشتیبانی رزمی خدمت کرد. پس از بازگشت به ایالات متحده، او سپس به گروه پشتیبانی رزمی ۳۰۶ در پایگاه نیروی هوایی مک کوی، فلوریدا منصوب شد. او بعداً رئیس بخش تحلیل مدیریت برای بال بمباران ۳۰۶ (سنگین) در مک کوی شد. در این دوره، ژنرال اولین زنی بود که در کنار یک یگان عملیاتی فرماندهی استراتژیک هوایی مستقر شده در پایگاه نیروی هوایی اندرسن، گوام، در طول عملیات آرک لایت خدمت کرد. او یکی از اعضای دختران انقلاب آمریکا است.